# I. e. 418
Évszázadok: i. e. 6. század – i. e. 5. század – i. e. 4. század
Évtizedek: i. e. 460-as évek – i. e. 450-es évek – i. e. 440-es évek – i. e. 430-as évek – i. e. 420-as évek – i. e. 410-es évek – i. e. 400-as évek – i. e. 390-es évek – i. e. 380-as évek – i. e. 370-es évek – i. e. 360-as évek
Évek: i. e. 423 – i. e. 422 – i. e. 421 – i. e. 420 –  i. e. 419 – i. e. 418 – i. e. 417 – i. e. 416 – i. e. 415 – i. e. 414 – i. e. 413

## Események

### Görögország
- II. Agisz spártai király erős sereggel Argosz ellen vonul, amelyet Athén segített, de csata nélkül, önhatalmúlag békét köt velük. Emiatt otthon százezer drachmás büntetéssel és házának lerombolásával fenyegetik, amit úgy kerül el, hogy megígéri a határozottabb fellépést.
- Argosz megtámadja Tegeát és II. Agisz a segítségére siet. Az első mantineiai csatában mindkét fél szövetségeseivel vesz részt, közel tízezer fővel és spártaiak döntő győzelmet aratnak. Az athéniak vezére, Lakhesz, elesik.
- Az argoszi kormányzat demokráciáról oligarchiára változik, felbontják szövetségüket Athénnel, és Spárta oldalára állnak.
- Athén egyre inkább elszigetelődik, ezért Alkibiadész merész tervet javasol: foglalják el a szicíliai Szirakuszait, kényszerítsék az oldalukra Szicíliát és Karthágót, és az így szerzett erőkkel kerekedjenek felül Spártán. Tervét az athéniak elfogadják.

### Itália
- Rómában a consuli jogkörű katonai tribunusok: Lucius Sergius Fidenas, Caius Servilius Axilla és Marcus Papirius Mugillanus. Dictatorrá választották Quintus Servilius Priscus Fidenast. A rómaiak ellentámadást intéznek az aequik ellen, i.e.418-415 között elfoglalják Labici, Vitellia és Bola városokat.

## Születések
- Epameinóndasz, thébai államférfi († i.e. 362)
- Iphikratész, athéni hadvezér († kb. i.e. 353)

## Halálozások
- Lakhesz, athéni hadvezér (sz. kb. i.e. 475)

## Fordítás
- Ez a szócikk részben vagy egészben  a(z)   418 BC című angol Wikipédia-szócikk ezen változatának fordításán alapul.  Az eredeti cikk szerkesztőit annak laptörténete sorolja fel. Ez a jelzés csupán a megfogalmazás eredetét és a szerzői jogokat jelzi, nem szolgál a cikkben szereplő információk forrásmegjelöléseként.